# Ida Geiger
Ida Geiger, genannt Geigerschneiderin (* 10.05.1898 in Bodenmais als Ida Drexler; † 1959 vermutlich ebenda), war eine Rädelsführerin, die sich gegen die Nationalsozialisten auflehnte und trotz des laufenden Zweiten Weltkrieges öffentlich protestierte.

## Vor dem Kreuzerlass
Ida kam als Hausgeburt 1898 in Bodenmais als Tochter des Schreinermeisters Ludwig Drexler (manchmal auch Drechsler geschrieben) und seiner Frau Maria (geb. Weinberger) zur Welt.
Am 7. August 1923 heiratete sie den Schneider Joseph Geiger und betrieb mit ihm gemeinsam zunächst die Schneiderei.

## Kreuzerlass
Am 23. April 1941 erließ das bayerische Kultusministerium den so genannten Kreuzerlass. Religiöse Symbole mussten in Schulen durch zeitgemäße Parteisymbole ersetzt werden. In Bodenmais und vielen weiteren, vor allem kleineren Gemeinden regte sich bereits erster leiser Unmut, weshalb der Erlass nicht sofort umgesetzt wurde. Erst während der laufenden Sommerferien vier Monate später wurden die Kreuze abgehängt.

### Komplott
Noch im August traf Ida Geiger ihre Schwester, die pensionierte Lehrerin Rosa Henneberger, und die Cousine Monika Leutner. Am Küchentisch trafen sie die Entscheidung, das Abhängen der Kreuze nicht hinzunehmen. Das Anwerben weiterer Mitglieder erschien zunächst schwierig, da man bereits um Verschleppungen nach Dachau wusste, Deutschland sich bereits im dritten Kriegsjahr befand und die nationalsozialistische Führung immer radikaler mit vermeintlichem Widerstand umging.
Noch am ersten Tag zogen sich die Männer von dem Vorhaben zurück, da sie fürchteten, ihre Anstellungen zu verlieren oder in den Krieg eingezogen zu werden. Ida Geiger erkannte hierbei die Gefahr und wollte keine weiteren Personen in ihr Vorhaben einbeziehen. Sie planten nunmehr, lediglich die Kinder zur Schule zu bringen, sie aber nicht eintreten zu lassen.
In dem Dorf sprach sich das Geheimnis unter der Hand dann doch herum. Auch der Ortsgruppenleiter der NSDAP war informiert.

### Erster Schultag
Am 1. September 1941 brachten die Mütter ihre Kinder zur Schule, was zu dieser Zeit eher ungewöhnlich war. Ida hielt ihren 10-jährigen Sohn Josef an der Hand. Vor der Pforte versammelten sich 200 Frauen, auch Großmütter, Tanten und Schwestern der Kinder. Männer blieben dem Ereignis gänzlich fern.
Mit zwei Gendarmen erwartete der Ortsgruppenleiter Joseph Eberhardt die Frauen und rief zur Mäßigung auf. Schnell etablierte sich Ida Geiger als Sprecherin des Protests und verhandelte mit Eberhardt, dass zumindest das große Kruzifix im Treppenhaus aufgehängt würde. So könne man auch auf die fehlenden Symbole in den einzelnen Räumen verzichten. Auf diesen Vorschlag ließ sich der Ortsgruppenleiter nicht ein, weshalb der Ton schnell rauer wurde. In die Ecke getrieben, musste die nationalsozialistische Vertretung den Kreisleiter in Kenntnis setzen, der um 8:30 Uhr eintraf.
Wissend um die Gefahr um ihr eigenes Leben, mäßigte Ida Geiger ihren Ton und versuchte, den Kreisleiter zu besänftigen. Dieser zeigte weder Interesse zu verhandeln noch mit einer Frau zu sprechen. Er forderte, die Kinder müssten nun sofort in die Schule gehen, woraufhin Ida Geiger wohl im Affekt viel zu schroff mit „Nein!“ antwortete. Hierauf sprach der Kreisleiter einen Haftbefehl gegen sie aus.
Die Lage eskalierte, als die Gendarmen Ida Geiger an den Armen packten. Einige der versammelten Frauen griffen ein, hielten Ida fest, damit man sie nicht abführen könne. Während die Kinder weinend auf dem Platz standen, balgten sich die Damen mit den Gendarmen. Um 10:00 Uhr zog der Kreisleiter den Haftbefehl vorerst zurück und reiste ab. Die meisten Mütter gingen mit ihren Kindern nach Hause, während manche aus Angst vor den kommenden Konsequenzen ihren Kindern doch den Besuch des Unterrichts erlaubten.

### Weiterer Verlauf
Bereits am 2. September bat die Gestapo in Bodenmais Ida Geiger zum Verhör. Provokativ kleidete sie sich an diesem Tag mit dem zerrissenen Mantel vom Vortag. Routinemäßig boten sie der vermeintlichen Rädelsführerin Schutzhaft im KZ Dachau an, was diese aber ablehnte zu unterzeichnen. Um den Druck auf sie zu erhöhen, wurden auch die Schwester und Cousine zum Gespräch geladen, auch ihnen wurde das KZ angedroht.
Auch Gespräche mit den anderen Frauen verliefen nicht im Interesse der Nationalsozialisten, denn alle gaben wahrheitsgemäß an, dass man sie nicht aufgestachelt habe. Sie seien alle freiwillig gekommen, weil sie gegen den Kreuzerlass protestieren wollten. Zwischenzeitlich erhöhte man auch den Druck auf den Pfarrer, obwohl er an dem vermeintlichen Aufstand nicht beteiligt war.
Als bis zum 7. September weiterhin nichts geschehen war, traf sich Ida Geiger noch einmal mit ihrer Schwester und plante einen Marsch zur Schule. Man hatte bereits verstanden, dass immer mehr Frauen und vereinzelt sogar schon Männer ihre Sache guthießen und unterstützten. Man rechnete damit, dass weit mehr als die 200 Frauen vom ersten Tag zusammenkommen könnten, weshalb am 8. September 15 Polizisten aus Regensburg nach Bodenmais kamen. Ihr Befehl war, jede Unruhe im Keim zu ersticken. Gleichzeitig wurde den Frauen ein Friedensangebot gemacht. Es gab eine Unterschriftenliste, in die man sich eintragen konnte. Damit solle gezeigt werden, dass es einem wirklich nur um die Kreuze in der Schule gehe, und nicht um einen Aufstand gegen das Regime. Zuerst waren die Leute zurückhaltend sich in die Liste einzutragen, da man einen Trick der Partei vermutete.
Ida Geiger traf sich erneut mit ihrer Schwester und ihrer Cousine. Der Marsch hätte die diplomatischen Verhandlungen zunichtegemacht, weshalb man ihn nicht stattfinden ließ. Im Gegenteil war Bodenmais am 8. September verwaist.
Ida Geiger wurde immer wieder von der Gestapo abgeführt und verhört. Man fürchtete, dass sie erneut etwas plane. Oft kam sie erst spät Nachts nach Hause. Erst später wurde bekannt, dass es in Deggendorf ein Schreiben gab, dass man Ida Geiger „spurlos“ verschwinden lassen soll. Warum dies nicht ausgeführt wurde, ist nicht überliefert. Immer wieder zeigte sich Geiger mit ihrem weiterhin zerrissenen Mantel in der Öffentlichkeit.
Immer mehr trugen sich in die Liste ein, bis die Partei schließlich nachgeben musste.

### Rückkehr der Kreuze
Bereits Anfang Oktober munkelte man über die Rückkehr der Kreuze in die Schule. Man verzögerte das Aufhängen stets mit bürokratischen Hürden, bis sie schließlich am 21. Oktober in der Mittagspause wieder aufgehängt wurden.
Die Verhöre Geigers endeten jedoch nicht. Bis zum Kriegsende wurde sie regelmäßig vorgeladen. Ihre Tochter Ida wurde zum Flak-Dienst ins Rheinland eingezogen, während der Sohn Josef mit 14 Jahren in den Kriegsdienst eingezogen wurde. Beide überlebten den Krieg.
Die Parteiführung im Ort untersagte es, bei Idas Ehemann in die Schneiderei zu gehen. Zu diesem Zeitpunkt war diese die einzige im Ort, weshalb es sich kaum auf den Umsatz auswirkte.

## Sonstiges
Im April 1945, nach der amerikanischen Besetzung Bodenmais, beteiligte sich Ida Geiger namentlich an einem erneuten Protest vor dem Schulgebäude. Grund war, dass die amerikanische Führung das Rathaus mied, und darum in der Schule ihr Hauptquartier einrichtete.
Diesmal unter dem Aufruf von Maria Koller, sammelten sich erneut Frauen vor dem Schulgebäude und baten die amerikanischen Besatzer, jenes historische Kreuz zu verschonen. Der Antrag wurde von den Amerikanern angenommen. Sämtliche Kreuze wurden an Ort und Stelle belassen.